# 비전즈 베터런즈 머모어리얼 아레나
비전즈 베터런즈 머모어리얼 아레나(Visions Veterans Memorial Arena)은 미국 뉴욕주 빙엄턴에 위치한 실내 경기장이다. 과거 AHL 빙엄턴 더스터스, 빙엄턴 훼일러즈, 빙엄턴 레인저스, 빙엄턴 세너터스의 홈경기장으로 사용했으며, 현재 AHL 빙엄턴 데블스의 홈경기장으로 사용되고 있다.